# Aldeia Velha (Avis)
Aldeia Velha is een plaats (freguesia) in de Portugese gemeente Avis en telt 339 inwoners (2001).